# Kyle Chandler
Kyle Martin Chandler (Buffalo, 17 settembre 1965) è un attore statunitense.
È noto principalmente per il suo ruolo di Gary Hobson nella serie TV Ultime dal cielo (1996-2000) e di Eric Taylor nella serie TV Friday Night Lights (2006-2011), per il quale ha vinto un Emmy Award per il miglior attore in una serie drammatica. Nel 2015 è il protagonista della serie Netflix Bloodline, per la quale riceve la sua quarta nomination agli Emmy. In ambito cinematografico è apparso in noti film, quali King Kong (2005), Super 8 (2011), Argo (2012), Zero Dark Thirty (2012), The Wolf of Wall Street (2013), Carol (2015), Manchester by the Sea (2016), Godzilla II - King of the Monsters (2019) e il sequel Godzilla vs. Kong (2021).

## Biografia
Figlio di Sally e Edward Chandler, suo padre morì per un infarto quando aveva 15 anni. È noto soprattutto per il ruolo di Gary Hobson nella serie TV Ultime dal cielo, in cui il protagonista riceve ogni giorno il giornale del giorno dopo. La sua carriera inizia verso la fine degli anni ottanta, in cui partecipa a svariate produzioni televisive, come la miniserie Nord e Sud III.
Dopo la fine di Ultime dal cielo, ha lavorato in alcuni film TV. Nel 2005 ottiene un ruolo nel King Kong di Peter Jackson. Nel 2006 ha preso parte a quattro episodi di Grey's Anatomy. Nel 2007 recita nel film di Peter Berg, The Kingdom. Per tutta la durata della serie Friday Night Lights (sceneggiata anch'essa da Peter Berg), dal 2006 al 2011, interpreta il ruolo del coach Eric Taylor. Questa interpretazione nel 2011 lo porta a vincere un Emmy come miglior attore in una serie drammatica.
Nel 2008 recita nel film di fantascienza Ultimatum alla Terra, mentre nel 2011 è nel film di J. J. Abrams, Super 8, in cui interpreta il vicesceriffo Jackson Lamb. Nel 2013 entra nel cast dell'episodio pilota della serie televisiva The Vatican, nel ruolo del cardinale Thomas Duffy. Inoltre interpreta il ruolo dell'agente dell'FBI Patrick Denham in The Wolf of Wall Street di Martin Scorsese. Nel 2015 partecipa, con il ruolo di John Rayburn, alla serie televisiva statunitense Bloodline, trasmessa dalla piattaforma Netflix.

## Vita privata
Chandler è sposato dal 1995 con la sceneggiatrice Kathryn Macquarrie, da cui ha avuto due figlie, Sydney e Sawyer. È cugino dell'attrice Beau Garrett.

## Filmografia parziale

### Cinema
- Scomodi omicidi (Mulholland Falls), regia di Lee Tamahori (1996)
- Professione killer (Angel's Dance), regia di David L. Corley (1999)
- King Kong, regia di Peter Jackson (2005)
- The Kingdom, regia di Peter Berg (2007)
- Ultimatum alla Terra (The Day the Earth Stood Still), regia di Scott Derrickson (2008)
- Super 8, regia di J. J. Abrams (2011)
- Argo, regia di Ben Affleck (2012)
- Zero Dark Thirty, regia di Kathryn Bigelow (2012)
- Broken City, regia di Allen Hughes (2013)
- The Spectacular Now, regia di James Ponsoldt (2013)
- The Wolf of Wall Street, regia di Martin Scorsese (2013)
- Carol, regia di Todd Haynes (2015)
- Manchester by the Sea, regia di Kenneth Lonergan (2016)
- The Vanishing of Sidney Hall, regia di Shawn Christensen (2017)
- Game Night - Indovina chi muore stasera? (Game Night), regia di John Francis Daley e Jonathan Goldstein (2018)
- First Man - Il primo uomo (First Man), regia di Damien Chazelle (2018)
- Godzilla II - King of the Monsters (Godzilla: King of the Monsters), regia di Michael Dougherty (2019)
- The Midnight Sky, regia di George Clooney (2020)
- Godzilla vs. Kong, regia di Adam Wingard (2021)
- Slumberland - Nel mondo dei sogni (Slumberland), regia di Francis Lawrence (2022)
- Back in Action, regia di Seth Gordon (2025)

### Televisione
- Quiet Victory: The Charlie Wedemeyer Story, regia di Roy Campanella II – film TV (1988)
- La stoffa del campione (Unconquered), regia di Dick Lowry – film TV (1989)
- Vietnam addio (Tour of Duty) – serie TV, 8 episodi (1990)
- Homefront - La guerra a casa (Homefront) – serie TV, 41 episodi (1991-1993)
- Heaven & Hell: North & South, Book III, regia di Larry Peerce – miniserie TV (1994)
- Ultime dal cielo (Early Edition) – serie TV, 90 episodi (1996-2000)
- What About Joan – serie TV, 21 episodi (2000-2001)
- Pancho Villa - La leggenda (And Starring Pancho Villa as Himself), regia di Bruce Beresford – film TV (2003)
- The Lyon's Den – serie TV, 7 episodi (2003)
- Grey's Anatomy – serie TV, 4 episodi (2006-2007)
- Friday Night Lights – serie TV, 76 episodi (2006-2011)
- Bloodline – serie TV, 33 episodi (2015-2017)
- Catch-22, regia di Grant Heslov, Ellen Kuras e George Clooney – miniserie TV (2019)
- Mayor of Kingstown – serie TV, episodio 1x01 (2021)
- Super Pumped – serie TV, 7 episodi (2022-in corso)

### Doppiatore
- Star Wars: Visions – anime, episodio 1x06 (2021)

## Riconoscimenti
- Premi Emmy
  - Candidatura al Miglior guest actor in una serie drammatica per Grey's Anatomy (2005)
  - Candidatura al Miglior attore in una serie drammatica per Friday Night Lights (2010)
  - Miglior attore in una serie drammatica per Friday Night Lights (2011)
  - Candidatura al Miglior attore in una serie drammatica per Bloodline (2015)
  - Candidatura al Miglior attore in una serie drammatica per Bloodline (2016)
- Satellite Awards
  - Candidatura al Miglior attore in una serie drammatica per Friday Night Lights (2010)
  - Candidatura al Miglior attore in una serie drammatica per Friday Night Lights (2011)
  - Candidatura al Miglior attore in una serie drammatica per Bloodline (2016)

## Doppiatori italiani
Nelle versioni in italiano delle opere in cui ha recitato, Kyle Chandler è stato doppiato da:
- Francesco Prando in Ultime dal cielo, Friday Night Lights, Super 8, Broken City, Carol, Bloodline, Manchester by the Sea, First Man - Il primo uomo, Catch-22, Mayor of Kingstown, Back in Action
- Massimo De Ambrosis in Scomodi omicidi, Godzilla II - King of the Monsters, Godzilla vs. Kong
- Alberto Angrisano in The Spectacular Now, The Wolf of Wall Street, Slumberland - Nel mondo dei sogni
- Mauro Gravina in Homefront - La guerra a casa
- Vittorio De Angelis in King Kong
- Fabrizio Pucci in Grey's Anatomy (ep. 2x16-17)
- Saverio Indrio in Grey's Anatomy (ep. 3x16-17)
- Sergio Lucchetti in The Kingdom
- Luciano Roffi in Ultimatum alla terra
- Alessio Cigliano in Cowboy dietro le sbarre
- Massimo Bitossi in Argo
- Franco Mannella in Zero Dark Thirty
- Giorgio Borghetti in Game Night - Indovina chi muore stasera?
- Simone D'Andrea in The Midnight Sky
- Angelo Maggi in Super Pumped

Da doppiatore è sostituito da:
- Paolo Marchese in Star Wars: Visions